# Titania (ballet)
Pour les articles homonymes, voir Titania.
Titania (en russe: «Тита́ния») est un ballet en un acte de Marius Petipa sur une musique de Cesare Pugni, présenté pour la première fois le 18/30 novembre 1866 par les artistes de la troupe du Ballet impérial au Palais Michel devant la grande-duchesse Hélène, la Cour et la haute société dans le cadre des festivités pour le mariage du tsarévitch Alexandre et de la princesse Dagmar de Danemark qui eut lieu le 28 octobre/9 novembre 1866 à la chapelle du Palais d'Hiver.
L'argument est tiré du Songe d'une nuit d'été de Shakespeare (seule œuvre de Shakespeare dont le maître de ballet se soit inspiré dans sa carrière). Le rôle principal de Titania, la reine des Fées, est tenu par sa femme, Maria Petipa, celui d'Obéron par Marius Petipa lui-même. C'est le dernier ballet que Petipa ait composé pour sa femme. Le couple en crise se sépare en 1869. 
Dix ans plus tard, Petipa revient à ce thème en présentant en 1876 Le Songe d'une nuit d'été, ballet en un acte sur une musique de Mendelssohn et Minkus.

## Source de la traduction
- (ru) Cet article est partiellement ou en totalité issu de l’article de Wikipédia en russe intitulé « Титания (балет Петипа) » (voir la liste des auteurs).